# 光明寺 (江東区亀戸)
光明寺（こうみょうじ）は、東京都江東区にある天台宗の寺院。

## 歴史
1555年（弘治元年）に開山された。
墓地には、「二代目歌川豊国」（実質的には三代目）を自称した歌川国貞の墓がある。

## 文化財
- 石造燈籠溝口宣広奉納寛永寺旧蔵（江東区登録文化財 1982年3月15日登録）[2]
- 石造宝篋印塔寛永5年在銘（江東区登録文化財 1987年3月26日登録）[3]
- 木造阿弥陀如来坐像（江東区登録文化財 1990年3月28日登録）[4]
- 木造十一面観音立像二躯（江東区登録文化財 1995年3月28日登録）[4]
- 松植紀年之碑大正5年在銘（江東区登録文化財 1996年3月22日登録）[5]
- 市場通笑碑（江東区登録文化財 1997年3月28日登録）[6]
- 延命地蔵尊碑文久3年在銘（江東区登録文化財 1997年3月28日登録）[7]
- 歌川豊国(国貞)墓（江東区登録文化財 1981年4月10日登録）[8]
- 庚申塔延宝4年在銘（江東区登録文化財 1983年5月31日登録）[9]
- 水盤文化10年在銘（江東区登録文化財 1985年3月25日登録）[10]

## 交通アクセス
- 亀戸駅より徒歩13分。